# Unio Sarlin

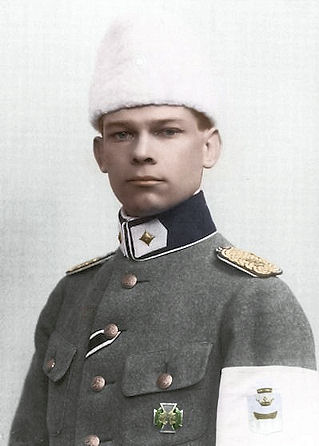
Unio Sarlin

Unio Bernhard Sarlin, född 6 januari 1893 i Helsingfors, död 19 mars 1981 i Helsingfors, var en finsk militär och ingenjör. 
Han tog studentexamen vid Tammerfors finska reallyceum 1912. Den 7 mars 1915 anslöt han sig till jägarrörelsen och deltog i striderna vid Misse, Rigabukten, Schmerden och Aa mellan 1916 och 1917. I den finska reguljära armén tog han tjänst som kapten den 11 februari 1918. Han var kompanichef vid 1. jägarregementet i Tavastland; den 19 april blev han kommendör för 3. karelska regementet. Han avancerade vidare till major, överstelöjtnant 1922, överste 1926, generalmajor 1933 och generallöjtnant 1942.
Mellan 1918 och 1921 var han chef för Helsingfors skyddskår; 1921-46 var han chef för tekniska trupperna. Han studerade vid Paris krigshögskola 1929.
1922 blev han diplomingenjör i Tammerfors, och var chef för Suomen kiviteollisuus Oy 1946-59.
Han deltog i sommar-OS 1924 i skytte. Han var sjua i 25 m snabbpistol.